# Jack Dee

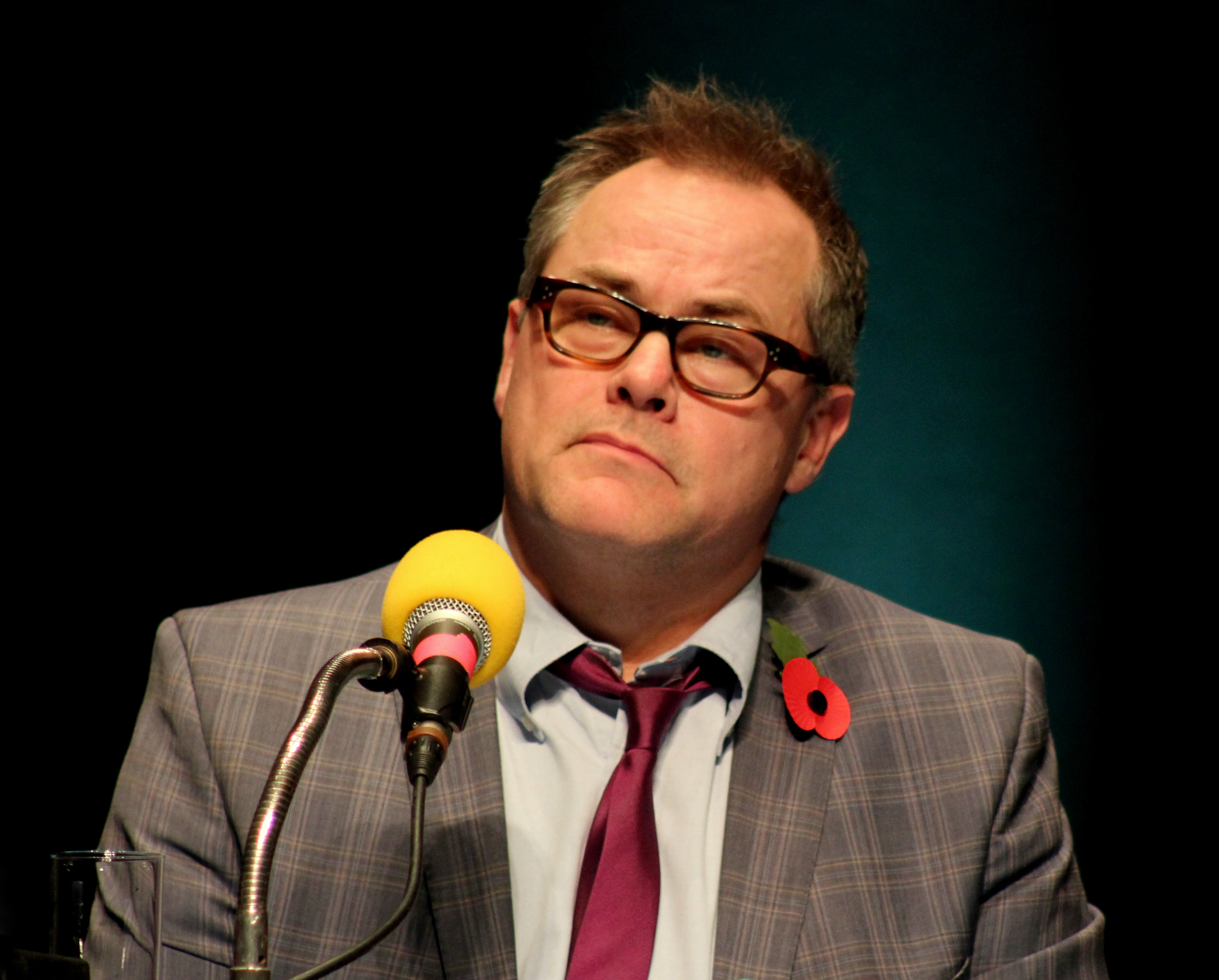
Jack Dee (2014)

James Andrew Innes "Jack" Dee (* 24. September 1961 in Bromley, Kent, heute London) ist ein britischer Komiker, Autor, Schauspieler, Podcaster und Moderator, der vor allem für seinen Sarkasmus und trockenen Humor bekannt ist.

## Frühe Jahre
Dee wurde als jüngstes von drei Geschwistern im damals noch zu Kent gehörenden Bromley geboren. Sein Vater arbeitete als Drucker. Seine Großeltern mütterlicherseits arbeiteten beide als Schauspieler. Er wuchs zunächst in Petts Wood (einem Stadtteil von Bromley) auf, bevor er und seine Familie nach Winchester zogen. Dee besuchte sowohl öffentliche- als auch Privatschulen und erlebte dort schweres Mobbing. Bereits im Alter von 14 Jahren begann er an Wochenenden zu arbeiten. Am Peter Symonds’ College in Winchester legte er seine A-Level-Prüfungen ab, fiel jedoch mit der Note F durch. Auf Bitten seiner Mutter verwarf er seinen ursprünglichen Plan eine Schauspielschule zu besuchen und begann stattdessen in Fulham als Kellner in einem Cateringunternehmen zu arbeiten. Dadurch traf er 1986 Susan Jane Hetherington, die als Rezeptionistin in einem nahegelegenen Hotel arbeitete und die er 1989 heiratete. In den folgenden Jahren arbeitete er in einer Vielzahl von Jobs, darunter in einer Fabrik für Beinprothesen und als Kurier. Schon in seinen Zwanzigern litt Dee an einer Depression, wodurch er häufig Alkohol in exzessiven Mengen trank. Dee sagte jedoch aus, kein Alkoholiker gewesen zu sein, da er sich nach ein paar Jahren Abstinenz genauso fühlte wie zuvor. Zu dieser Zeit spielte er mit dem Gedanken, Priester in der Church of England zu werden, jedoch wurde er nach einem Vorstellungsgespräch abgelehnt.

## Karriere
1986 trat Dee erstmals im Rahmen einer Open Mic Nacht in einem Comedy-Club in Soho auf, dass er nach Feierabend oft besucht hatte. In den Folgejahren trat er in vielen Clubs in der Umgebung auf, darunter auch in der Hammersmith Apollo. 1992 wurde er einem größeren Publikum durch die Channel 4 Sendung The Jack Dee Show bekannt, der drei Jahre später Jack Dee’s Saturday Night auf ITV folgte. Im Jahr 2000 moderierte er Jack Dee’s Happy Hour. Die 30-Minuten lange Sendung kommentierte Dee mit den Worten It's not happy, and it doesn't last an hour (übersetzt Sie ist nicht fröhlich und dauert keine Stunde). Eine zweite Staffel folgte im Jahr darauf.
1999 war Dee in zwei Folgen von Silent Witness zu sehen. 2002 trat er in zwei Folgen der Krimireihe Dalziel and Pascoe auf.
2001 nahm er als Kandidat an der ersten Staffel der britischen Ausgabe von Celebrity Big Brother teil und ging als Sieger hervor. Kurz nach Drehbeginn stellte Dee, der die reguläre Ausgabe der Sendung vorher nicht gesehen hatte, fest, dass ihm das Format der Sendung nicht zusagte. Nachdem das Publikum ihn jedoch nicht wie von ihm gehofft aus der Sendung ausscheiden ließ, begann er einen Tunnel aus dem Haus heraus zu graben. Diesen Plan gab er auf, als er eine ungesicherte Tür fand und so das Haus für etwa eine Stunde verlassen konnte, bevor ihn das Sicherheitsteam fand und zurückbrachte. Dee gab in den folgenden Jahren keine Erlaubnis, Wiederholungen oder einzelne Ausschnitte aus der Sendung zu zeigen und bereut, zum Aufstieg von Reality-TV beigetragen zu haben.
Nach dem großen Erfolg bei Big Brother und dem dadurch entstandenen medialen Druck fiel er wieder zurück zu exzessivem Alkoholkonsum. Gegenüber der Zeitung The Sun sagte er, eine Sucht sei mental viel schwieriger zu überwinden als eine schlechte Gewohnheit. Deswegen würde er bei sich nicht von einer Sucht sprechen.

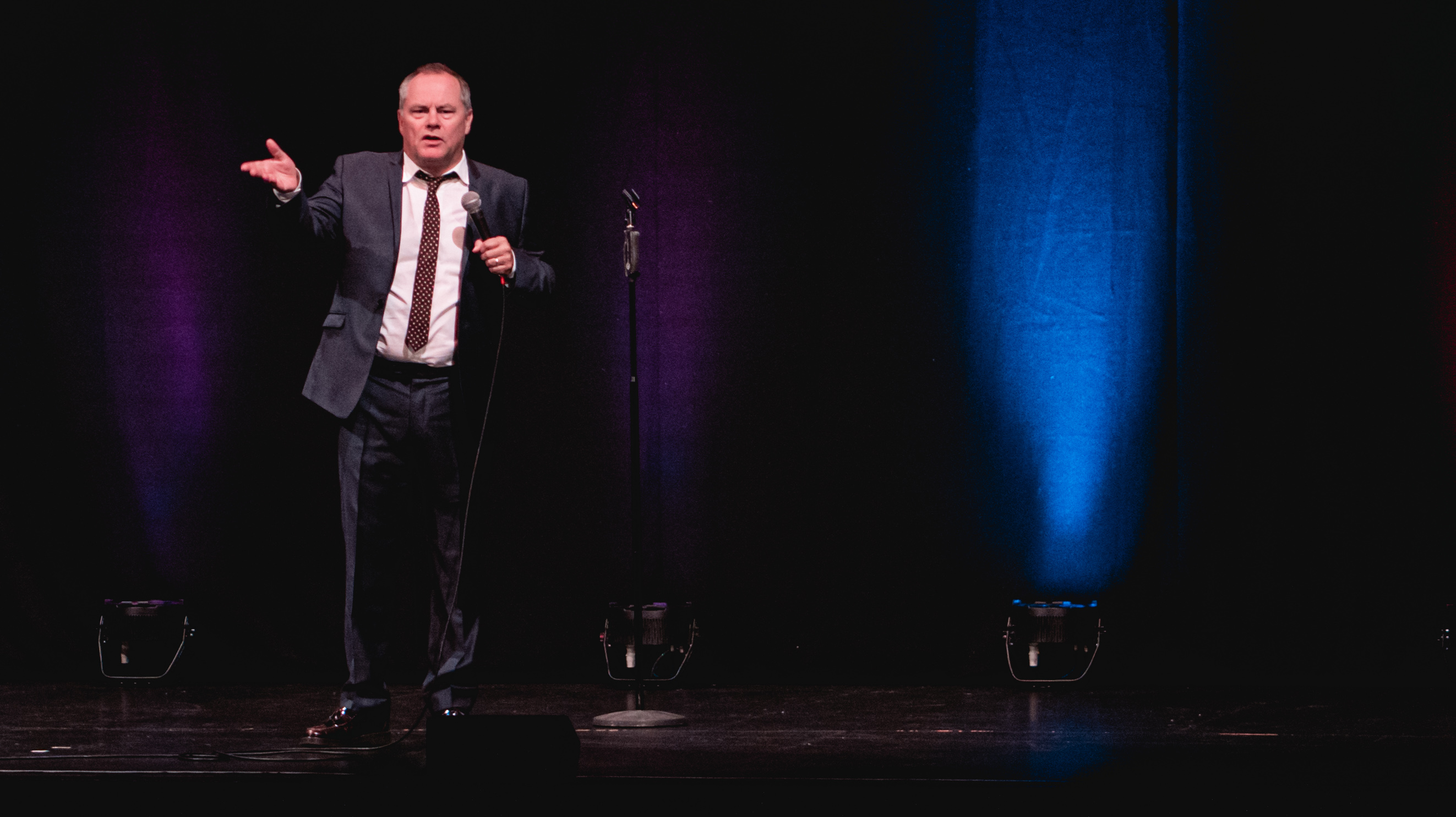
Dee bei einem Auftritt

Beginnend in 2004 moderierte er die Sendung Jack Dee Live at the Apollo, in der nach einer kurzen Ansprache von Dee ein meist noch relativ unbekannter Gast auftreten durfte. In der dritten Staffel moderierte Dee nur die Eröffnungssendung und seither übernimmt die Moderation jeder Folge ein Gastmoderator. Damit einher ging der Wechsel des Programmnamens zu Live at the Apollo. Von 2006 bis 2011 spielte Dee die Hauptrolle in der vier Staffeln umfassenden BBC-Serie Lead Balloon, an der er auch als Co-Autor beteiligt war. 2007 wurde die Sendung für den British Comedy Award in der Kategorie Beste neue TV Comedy Serie und Dee für seine Rolle in der Kategorie Bester TV Comedy Schauspieler nominiert.
Seit 2010 ist Dee der Spielleiter in der beliebten Radioshow I’m Sorry I Haven’t a Clue. Seine mürrische Art passte zur Rolle des Spielleiters, die zuvor viele Jahre von Humphrey Lyttelton verkörpert wurde. Von 2017 bis 2018 spielte er in der Serienkomödie Bad Move (übersetzt: Schlechter Zug oder Schlechter Umzug) an der Seite von Kerry Godliman einen Ehemann, der sich mit seiner Frau den Traum eines Umzuges auf das Land verwirklicht, der sich schnell in einen Albtraum verwandelt. Dee war auch als Co-Autor an der Sendung beteiligt.
2024 nahm er als Kandidat an der 18. Staffel von Taskmaster teil. Mit nur drei Punkten Abstand auf den Sieger Andy Zaltzman belegte er den zweiten Platz.
Zusammen mit Seann Walsh betreibt Dee seit 2023 den Podcast Oh my Dog!. In den wöchentlich hochgeladenen Folgen sprechen die beiden zusammen mit prominenten Gästen über ihre Hunde. In der Londoner Islington Assembly Hall werden gelegentlich Folgen live vor Publikum aufgezeichnet.
2016 veröffentlichte Dee sein erstes Buch Thanks for nothing (übersetzt: Danke für Nichts). Das autobiografische Werk handelt von den ersten 25 Jahren seines Lebens und endet mit Dees Eintritt in die Comedy-Szene. Mit der Schließung von Clubs im Zuge der COVID-19-Pandemie begann Dee mit dem Schreiben seines zweiten Buches What Is Your Problem? (übersetzt: Was ist dein Problem?), das 2022 im Vereinigten Königreich erschien. Darin befasst er sich sowohl mit Politischer Korrektheit als auch mit gescheiterten Therapieversuchen.

## Privates
Dee lebt zusammen mit seiner Frau in Wandsworth, London, und das Paar besitzt ein Ferienhäuschen in  der Nähe von Chichester. Dee ist Vater von Zwillingssöhnen und zweier Töchter sowie Besitzer eines Langhaarchihuahuas namens Dolly. Zusammen mit seiner Frau besucht er in seiner Freizeit regelmäßig lokale Kinovorführung.

## Filmografie
- 1992–94: The Jack Dee Show (Stand-up Comedysendung, zwei Staffeln)
- 1995–96: Jack Dee’s Saturday Night (Comedysendung)
- 1999: Silent Witness (Fernsehserie, zwei Folgen)
- 2000–01: Jack Dee’s Happy Hour (Comedysendung, zwei Staffeln)
- 2001: Celebrity Big Brother (Unterhaltungssendung, 1. Staffel)
- 2002: Dalziel and Pascoe (Krimireihe, zwei Folgen)
- 2004–07: Jack Dee Live at the Apollo (Comedysendung, zwei Staffeln)
- 2005: Short Order - Das Leben ist ein Buffet (Film)
- 2006: Das Himmelfahrtskommando (Kriegsfilm, Originaltitel: The Last Drop)
- 2006–11: Lead Balloon (Fernsehserie, vier Staffeln)
- 2009: Kingdom (Anwaltsserie, zwei Folgen)
- 2010: Huge (Film)
- 2014: BBC Comedy Feeds (Fernsehsendung, eine Folge)
- 2015–17: Josh (Sitcom, achtzehn Folgen)
- 2015: SunTrap (Fernsehserie, eine Folge)
- 2016: Power Monkeys (Miniserie, eine Staffel)
- 2017–18: Bad Move (Fernsehserie, neun Folgen)
- 2017: The Mayoress (Fernsehserie, eine Folge)
- 2020: Meet the Richardsons (Mockumentary, eine Folge)
- 2024: Taskmaster (Unterhaltungssendung, 18. Staffel)
- 2025: Have I got News for You (Comedysendung, eine Folge)

## Bibliografie
- 2016: Thanks for nothing. Black Swan. London 2016. ISBN 978-1-78416-230-6
- 2022: What Is Your Problem? Comedy's little ray of sleet grapples with life's major dilemmas. Quercus Publishing. London 2022. ISBN 978-1-5294-1340-3

## Auszeichnungen
| Jahr | Preis                                 | Kategorie                      | Nominierung                     | Ergebnis  |
| ---- | ------------------------------------- | ------------------------------ | ------------------------------- | --------- |
| 1991 | British Comedy Awards                 | Bester Newcomer (Bühne)        |                                 | Gewonnen  |
| 1991 | Perrier Comedy Award                  |                                |                                 | nominiert |
| 1997 | British Advertising Award             |                                | John Smith's Bitter Commercials | Gewonnen  |
| 1997 | British Comedy Awards                 | Bester Stand-up-Comedian       |                                 | Gewonnen  |
| 2006 | BAFTA                                 | Beste Unterhaltungsperformance | Jack Dee Live at the Apollo     | nominiert |
| 2007 | British Comedy Awards                 | Bester TV Comedy Schauspieler  | Lead Balloon                    | nominiert |
| 2009 | RTS Television Award                  | Beste Comedy mit Drehbuch      | Lead Balloon                    | nominiert |
| 2011 | Writers' Guild of Great Britain Award | Beste Fernsehcomedy            | Lead Balloon                    | nominiert |